# Opòssum cuacurt de la Pampa
L'opòssum cuacurt de la Pampa (Monodelphis dimidiata) és una espècie d'opòssum de Sud-amèrica. Viu a l'Argentina, el Brasil i l'Uruguai.